# Кубанка (Одесская область)
Кубанка (укр. Кубанка) — село на юге Украины, относится к Лиманскому району Одесской области.
Численность населения по переписи 2001 года составляло 582 человека. Площадь 1,72 км². Код КОАТУУ — 5122782604.

## Географическое положение
Расстояние до Одессы — 14 км (на юг), до Южного — 30 км, до Красносёлки — 7 км, на северо-восток до станции Кремидовка — 5 км, до Новой Кубанки — 3 км (на север). На юго-западе в 2 км от села находится Куяльницкий лиман. Село расположено над долиной реки Кубанка, которая десятки лет назад пересохла и наполняется водой в некоторых местах только частично — после дождей или снежной зимы, к весне, образуя вблизи Кубанки небольшое озеро, но к лету оно пересыхает.
Высота села: 26 м над уровнем моря.

## История
Во времена русско-турецких войн Россия приобрела всё Северное Причерноморье, получившее название «Новороссии». Сюда, в Новороссийский край, устремились десятки тысяч крестьян, ремесленников, торговцев в надежде на лучшее будущее. Именно на плечи простых тружеников легло тяжелое бремя первопроходцев, чьими мозолистыми руками были вспаханы тысячи гектаров плодороднейшей целинной земли, построены десятки городов и основаны сотни поселений. Заинтересованное в скорейшем освоении новоприобретенных земель, царское правительство широко использовало иностранную колонизацию Новороссийского края .

### Болгарские переселения
Иностранная колонизация Новороссии совпала с дальнейшим ослаблением Турецкой империи и усилением репрессий против порабощенных ею народов. Первое значительное организованное переселение болгар в пределы России относится к русско-турецкой войне 1768—1774 гг. Тогда около 400 семей из с. Алфатар Силистренского округа переселились в Херсонскую губернию. Переселение болгар продолжалось и в последующие годы. В конце XVIII в. отдельные болгарские семьи переселяются в места, где со временем будут основаны болгарские села. Так, например, по народным преданиям, первые 30 семей поселились на месте будущего села Чийшия (совр. Огородное) в ходе русско-турецкой войны 1789—1791 гг.

### Основание села Кубанка
В 1802 г. специальным указом дозволялось болгарам и грекам, прибывшим из Турции, селиться «на казенном иждивении» в пределах России. При этом им предоставлялись существенные льготы: освобождение от налогов и повинностей на 10 лет, а также от рекрутчины и постоя; получение ссуды; беспошлинный провоз товаров на сумму 300 руб. для каждой семьи и др. Болгарским колонистам давали 60 десятин (1 десятина — 1,092 гектара). В начале XIX века возникают болгарские колонии в Херсонской губернии и Крыму — Большой и Малый Буялык (1802), Терновка (1804), Старый Крым, Балта Чокрак, Кишлав (1801—1803), Парканы, Кубанка, Катаржино (1804). На эти болгарские колонии так же распространялись привилегии, установленные царским правительством для иностранных колонистов.

### Кубанская волость
Уже к 1886 году село Кубанка было центром Кубанской волости — исторической административно-территориальной единицей Одесского уезда Херсонской губернии. Кубанская волость состояла из единого поселения сельской общины. Население — 2058 чел. (1066 мужчин и 992 женщины).
|                        | Площадь, десятин | В том числе паханой, дес. |
| ---------------------- | ---------------- | ------------------------- |
| Сельских общин         | 7824             | 5239                      |
| Частной собственности  | 1794             | 688                       |
| Казенной собственности | —                | —                         |
| Другой собственности   | —                | —                         |
| В общем                | 9618             | 5927                      |

В Кубанке было 254 дворовых хозяйства, православная церковь, школа и 5 лавок.

## Население
Население села многонациональное: болгары, русские, украинцы, молдаване, цыгане.

## Сотовая связь

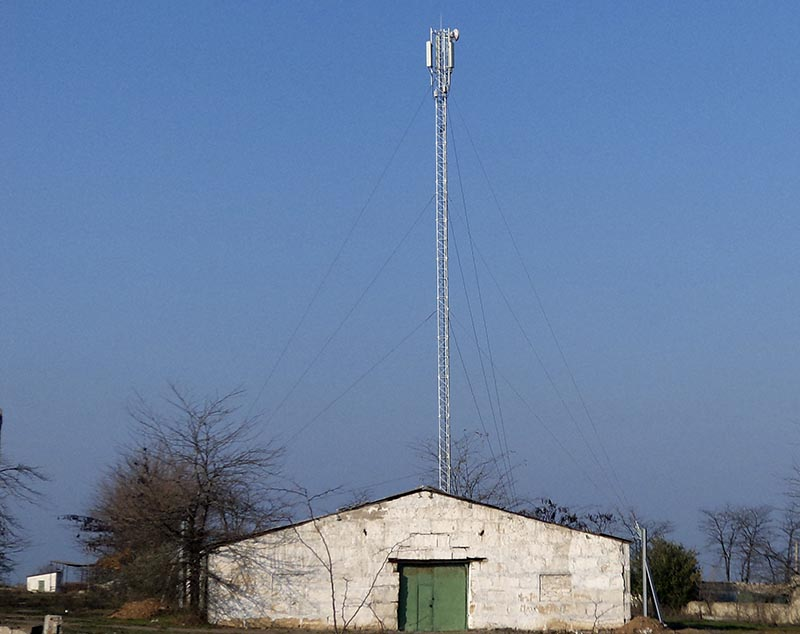
Базовая станция оператора Life:) в с. Кубанка

Сотовая связь представлена следующими мобильными операторами: Life:), Киевстар, МТС.